# 협동형제단
협동형제단(Cooperative Brotherhood)은 미국의 단명 정당이다. 본래 이름은 미국 사회민주주의당(The Social Democracy of America; SDA)이었다. 미국 사회민주당의 전신이며, 최종적으로 미국 사회당으로 이어진다.